# Yūki Fukai
Yūki Fukai (japanisch 深井 祐希 Fukai Yūki; * 6. September 1996 in der Präfektur Hokkaido) ist ein japanischer Fußballspieler.

## Karriere
Yūki Fukai erlernte das Fußballspielen in der Schulmannschaft der Muroran Ohtani High School sowie in der Universitätsmannschaft der Pädagogischen Hochschule Hokkaidō. Seinen ersten Vertrag unterschrieb er im Januar 2019 bei Azul Claro Numazu. Der Verein aus Numazu, einer Hafenstadt in der Präfektur Shizuoka auf Honshū, spielte in der dritten japanischen Liga, der J3 League. Sein Drittligadebüt gab Yūki Fukai am 22. August 2020 im Auswärtsspiel gegen den Kagoshima United FC. Hier wurde er in der 86. Minute für Eiichirō Ozaki eingewechselt. Für Numazu stand er 17-mal in der dritten Liga auf dem Spielfeld. Im Januar 2022 unterschrieb er einen Vertrag beim Viertligisten Kōchi United SC. Für dem Verein aus Kōchi bestritt er acht Ligaspiele. Nach einer Spielzeit verließ er den Verein und schloss sich in Obihiro dem Fünftligisten Hokkaido Tokachi Sky Earth an. Mit dem Verein spielt er in der Hokkaido Soccer League.